# Occidenchthonius romanicus
Espèce
Synonymes
- Chthonius romanicus Beier, 1935

Occidenchthonius romanicus est une espèce de pseudoscorpions de la famille des Chthoniidae.

## Distribution
Cette espèce se rencontre en Roumanie, en Grèce, en Turquie, en Iran et en Hongrie.

## Systématique et taxinomie
Cette espèce a été décrite sous le protonyme Chthonius romanicus par Beier en 1935. Elle est placée dans le genre Ephippiochthonius par Zaragoza en 2017 puis dans le genre Occidenchthonius par Turbanov et Kolesnikov en 2023.

## Étymologie
Son nom d'espèce lui a été donné en référence au lieu de sa découverte, la Roumanie.

## Publication originale
- Beier, 1935 : « Drei neue Pseudoscorpione aus Rumänien. » Bulletin de la Section Scientifique de l'Académie Roumaine, vol. 17, p. 31-34.